# Novo Tom
Novo Tom é um grupo vocal brasileiro de música cristã contemporânea, formado por estudantes e funcionários do UNASP - Centro Universitário Adventista de São Paulo - sediado na cidade de Engenheiro Coelho, interior do estado de São Paulo.
O primeiro trabalho da banda foi lançado em 2001, chamado O Melhor Lugar do Mundo. A discografia ainda abrange cinco discos e um DVD, sendo o mais recente Acústico Novo Tom, lançado em 2017. Em 2018 eles gravaram um DVD denominado "Novo Tom: Nossa História" em comemoração aos 18 anos do grupo.
Novo Tom é um grupo muito conhecido entre o público adventista. "O Melhor Lugar do Mundo", "Brilhar por Ti", "Falar com Deus", "Descansar", "Estou em Paz" e "Ele É" são algumas de suas músicas mais conhecidas.
O grupo nasceu depois que o maestro e professor Lineu Soares deixou o UNASP - Campus Hortolândia, bem como o grupo Tom de Vida e transferiu-se para o UNASP - Campus Engenheiro Coelho. Lineu convidou alguns jovens que antes faziam parte do Tom de Vida para fazerem parte de um novo projeto. Entre esses jovens estavam Riane Junqueira (que mais tarde propôs o nome Novo Tom ao grupo), Joyce Carnassale, Joyce Zanardi, Leonardo Gonçalves e Márcia Lessa. Formado o grupo Novo Tom em 2000, no ano seguinte eles lançaram seu primeiro álbum - O Melhor Lugar do Mundo. Esse primeiro álbum possui as faixas "O Melhor Lugar do Mundo" e "Brilhar por Ti" que se tornaram canções recorrentes nos louvores realizados nas Igrejas Adventistas de todo o Brasil e foram incluídas no CD Jovem 2003. Em 2005 o grupo, já com outra formação, lançou seu segundo álbum "Pode Cair o Mundo... Estou em Paz". O álbum possui músicas muito conhecidas entre o público adventista, principalmente "Estou em Paz", relançada no CD Jovem 2007, "Descansar" no CD Jovem 2008 e "Falar com Deus", sendo esta última faixa, mesmo tendo sido lançada em 2005, a mais ouvida do Novo Tom no Spotify atualmente (agosto de 2020), contando com mais de um milhão de streams; sendo que foi relançada no CD Jovem 2006. 
O próximo projeto lançado foi um DVD ao vivo, que foi lançado em 2008. O projeto Ao Vivo apresentou uma imagem diferente do grupo. As performances no DVD mostram o grupo interagindo uns com os outros e com o público de forma mais dinâmica, diferente das apresentações tradicionais que eram comuns nas igrejas adventistas. O andar no palco, a expressão corporal evidente, a homenagem descontraída feita à Sonete e ao Luís Cláudio, a apresentação final de "O Melhor Lugar do Mundo" com participação do público - todo o projeto apresentou uma imagem diferente do grupo, o que foi muito criticado na época, mas que tem se tornado cada vez mais comum em outros projetos adventistas. 
Em 2014 foi lançado o álbum Justificado que rendeu músicas como "Silente Adoração", "Justificado" e "Ele É" que, assim como Falar com Deus, também possui mais de um milhão de streams no Spotify. Logo depois veio o projeto Acústico Novo Tom, que relembrou projetos já anteriormente lançados pelo grupo e uma canção nova - "O Santuário". O vídeo de Brilhar por Ti - Acústico tornou-se o mais visto do projeto, com mais de 3,4 milhões de visualizações no YouTube em 2020. 
Em 2018 o UNASP-EC comemorava os seus 35 anos por meio de vários projetos que seriam realizados em seu Campus ao longo de todo o ano. Um desses projetos foi a gravação do DVD "Novo Tom - Nossa História". O projeto apresentou uma mensagem que entrelaça a história de 5 pessoas (cada uma representando uma região do Brasil) - em que cada uma delas relatava a própria  experiência que tiveram com Deus por meio das músicas do Novo Tom. O projeto foi realizado na igreja do UNASP-EC nos dias 14 e 15 de abril de 2018 e contou com a participação de ex-integrantes do grupo como Joyce Carnassale, Leonardo Gonçalves, Laura Morena, Pedro Valença e Márcia Lessa. Um videoclipe da música "Nossa História" também foi lançado.
- 2001: O Melhor Lugar do Mundo
- 2005: Pode Cair o Mundo… Estou em Paz
- 2008: Novo Tom - Ao Vivo
- 2014: Justificado
- 2017: Acústico Novo Tom

## Videografia
- 2008: Ao Vivo